# Marezige
Marezige (Maresego) je raštrkano naselje u sjeverozapadnoj Istri nad dolinom Dragonje, 10 km istočno od Kopra u čijem je sastavu Općine. Primorska, Slovenija.

## Geografija
Marezige se nalaze na cesti uzduž doline Dragonje (prolazi kroz Vanganel) smješten na sjevernoj uzvisini s koje se pruža lijep panoramski pogled na Kopar i Tršćanski zaljev te na dolinu Dragonje. Prostrano je naselje, kompleks sela i raštrkanih kuća na prostranoj padini. Okružen je vinogradima, nasadima višanja i obrađenom zemljom. Selo, na koti od 200 do 288 m n/v je izgrađeno oko crkve koja se nalazi na zaravno od kuda prema vali Dragonje vodi cesta do Truške (Truscolo di Paugnano). Sa selima Bernetiči prema vali Kermci na zapad prema cesti za Pomjan, sa Sabadini i Brezani prema Kopru, čini važno poljoprivredno područje.

Porijeklo imena, U prošlosti mjesto se zvalo Corte di Maresego i Marriego i bilo je općina, parohija i boravište biskupa.

## Znamenitosti
- Parohijalna crkva, središte čitavog naselja posvećena je Svetom križu. Glavna je fasada ukrašena s dvije kolone s kapitelima od kamena iz okolice. Portal je iz bijelog vapnenca. Unutrašnjost, su dvije polukružne kapelice s dva oltara, je sva dekorirana, kako zidovi tako i krov; na centralnom oltaru je prikaz raspeća iz XVIII. st., a na prvom desnom oltaru je prikaz SS. Petra i Paula, kasna imitacija Carpaccia.

- Crkveni toranj ispred pročelja crkve ima kvadratnu bazu, a unutra ima kameno kružno stubišta, osvijetljeno otvorima, a na vrhu zvonika je u bijelom kamenu uklesana godina gradnje (1870.). Sama crkva je izgrađena 1550. Postoje još dvije crkvice, posvećene sv. Ivanu i Madoni.

- Na sjeveru Marezige je Burji okrenuto prema dolini Kopra odakle se pruža lijep vidik. Mjesto je doživjelo 1943. istu sudbinu kao i Marezige, spaljeno je od strane nacista.

## Povijest
Povijest Mareziga vezana je uz prošlost Kopra (v.) Padom Akvilejske patrijaršije od 1420. je pod Venecijanskom republikom, a od 1815. je pod Austrijskim carstvom (Austrijsko primorje).
Od 1849. u Austrijskom primorju Marezige postaju samostalna općina koja je obuhvaćala sela Babiči, Boršt, Čentur, Glem, Labor, Lopar, Montinjan, Popetre, Trsek, Truške, Vanganel i Zabavlje, danas sve pod općinom Kopar.
Između dva rata je u pod Kraljevinom Italijom kao samostalna općina Provincije Istre (Julijska krajina). U maju 1921, za vrijeme političkih izbora u mjestu dolazi do nereda i pobune koje su doveli i do žrtava.
Nakon kapitulacije Italije 8. IX. 1943. dolazi do općeg antifašističkog ustanka da bi u oktobru nastupila nacistička ofenziva (Rastrellamento) kada je mjesto granatirano i spaljeno.
Nakon oslobođenja 1945. od rujna 1947. do jeseni 1954. dio je Zone B Slobodnog teritorija Trsta, a nakon toga dolazi pod Sloveniju u jugoslavenskoj federaciji.